# Clima de Uruguay

Imagen Satelital

El clima de Uruguay pertenece casi en su totalidad al clima subtropical húmedo (Cfa), también conocido como pampeano, a excepción de una franja muy pequeña de clima oceánico (Cfb) en el sudeste. Por encontrarse al sur del Trópico de Capricornio y al norte del círculo polar antártico, todo el territorio corresponde a la zona de clima templado.
El clima oceánico, atlántico o semi húmedo, está ubicado sobre las zonas costeras del Océano Atlántico, al sudeste del país y se debe a la influencia proveniente del océano Atlántico y del Río de la Plata. Afecta los departamentos de Maldonado, Rocha y sudeste de Canelones.
Por su latitud, entre 30°S y 35°S, las cuatro estaciones están claramente diferenciadas por la temperatura. No obstante, el territorio está caracterizado por una gran variabilidad en los estados del tiempo, debido a la escasa altitud del territorio que permite una libre circulación atmosférica y la incidencia de las corrientes marinas cálida (de Brasil desde el norte) y fría (de las Malvinas desde el sur).

## Relieve
En Uruguay predominan formas de relieve bajas, constituidas por llanuras, lomadas, colinas y cerros. Estas no representan un obstáculo orográfico para la libre circulación de las masas de aire. Es decir que estas ingresan a territorio uruguayo generando muy frecuentes cambios en los estados del tiempo.
Por otra parte, el relieve bajo permite una distribución bastante homogénea de las temperaturas y las precipitaciones, ya que no se producen lluvias orográficas.

## Temperatura
Por su latitud, entre 30° y 35°, las cuatro estaciones están claramente diferenciadas por la temperatura. La media anual es de aproximadamente 17.5 °C, variando desde unos 20 °C en la zona noroeste, hasta unos 16 °C en la costa sur. Las temperaturas más altas se presentan en enero y febrero, mientras que las más bajas en junio y julio.
Las temperaturas máximas y mínimas promedio en verano (enero) en Montevideo son de 28 °C y 18 °C respectivamente, con un máximo absoluto de 42,8 °C; en cambio en la ciudad de Salto son de 32 °C y 18 °C, con un máximo absoluto de 42,5 °C, siendo el récord absoluto de 44,0 °C en el mes de enero (Florida y Paysandú) y en febrero (en Rivera). Las máximas y mínimas promedio en el invierno (julio) en Montevideo son de 14 °C y 6 °C respectivamente, si bien la elevada humedad hace que la sensación térmica sea más fría; la temperatura más baja registrada en Montevideo es de −5,7 °C. Por su parte, los inviernos en el norte son más moderados, con máximas y mínimas de 17 °C y 7 °C en Salto; pero aun así, en esa zona se registró la mínima nacional −11,8 °C en Melo, a consecuencia de su mayor continentalidad. Las temperaturas en invierno aumentan claramente de sur a norte, pero en verano, cuando hay olas de calor suelen aumentar de este a oeste, siendo más frecuentes los picos de calor en localidades situadas al oeste que al norte. Los valores medios más altos en las localidades del norte se deben a la mayor estabilidad (desciende menos la temperatura con los pasajes de frentes fríos, siendo que al oeste las variaciones son mayores).
Las amplitudes térmicas son más grandes en el norte que en el sur. Esto se debe a que en el sur, el agua del Río de la Plata y del océano Atlántico actúan como reguladores térmicos.
Las heladas son habituales en invierno en todo el país, pero también se dan en otoño y primavera. Las nevadas son raras y muy localizadas, aunque el agua nieve y la nieve granular son eventos que ocurren prácticamente todos los inviernos.
Fuertes vientos estacionales (el pampero es un viento frío y ocasionalmente violento que sopla desde el norte de las pampas argentinas), sequías, lluvias torrenciales; a causa de la ausencia de montañas, todo el territorio es muy vulnerable a los rápidos cambios en el frente climático.

## Precipitaciones
Las lluvias son muy irregulares. Tienen su valor mínimo en el sur, sobre la costa con casi 1000mm, y su valor máximo en el norte, en la frontera con Brasil, con aprox. 1400mm. El mes con más lluvia es marzo y el mes con menos lluvias es diciembre. Sin embargo, es muy variable. Debido a este factor se han producido sequías e inundaciones. Entre 2022 y 2023 se registró en Uruguay la peor sequía en 70 años que provocó pérdidas del valor del 3 % del PIB nacional.
Entre 1961 y 2017-y como expresión local del cambio climático global - las precipitaciones han aumentado promedialmente casi un 15 %.Se estima que para 2100 las lluvias acumuladas aumentarán 20-30% durante otoño y verano, y habrá mayor cantidad de eventos extremos lo que podría implicar serias inundaciones en las zonas costeras.

## Humedad
Uruguay tiene un clima muy húmedo. Esta oscila entre el 70 % y el 75 % en todo el país. El mes más húmedo es julio con un 80 % y el mes más seco es enero con un 65 %. Durante el día la humedad oscila alrededor de 45 %, y durante la noche en valores de 90 % o mayores.

## Fenómenos atmosféricos de gravedad
- Heladas: Frecuentes en invierno, afectan la producción económica por la muerte de plantaciones en el rubro agropecuario.
- Tornados: Uruguay forma parte del pasillo de los tornados de Sudamérica, desde 2006 es la segunda región con más tornados en el mundo y Uruguay es el único país que esta completamente dentro de este,[6] fenómeno que se genera por los ya mencionados encuentros de las masas de aire frías y cálidas y por la predominación de un relieve bajo sin obstáculos orográficos. Los tornados son más frecuentes en las estaciones de transición (otoño y primavera), y el más grave, catalogado como EF4 fue en la localidad de Fray Marcos, Departamento de Florida el 21 de abril de 1970 a las 18:34.[7] En 2016 un tornado destruyó gran parte de la ciudad de Dolores dejando varios muertos y la mayor perdida económica producida por un fenómeno de esa naturaleza en la historia del Uruguay.[8]

- Granizos: Frecuentes entre la primavera, verano y otoño por las fuertes tormentas, afectan la producción económica por la muerte de plantaciones en el rubro agropecuario.
- Inundaciones: Por la irregularidad de las lluvias.
- Sequías: Por la irregularidad de las lluvias.

## Instituciones
La Dirección Nacional de Meteorología fue la institución clave en temáticas climatológicas. En 2017 pasó a llamarse Instituto Nacional Uruguayo de Meteorología (INUMET). Desde 1951 Uruguay es miembro de la Organización Meteorológica Mundial.
En mayo de 2010 tuvo lugar en Uruguay la IV Asamblea General del Global Environment Facility. Como corolario, partir de noviembre de 2010 se pondrá en marcha un observatorio piloto de cambio climático, pionero a nivel mundial.